# Murdannia spectabilis
Murdannia spectabilis är en himmelsblomsväxtart som först beskrevs av Wilhelm Sulpiz Kurz, och fick sitt nu gällande namn av Robert Bruce Faden. Murdannia spectabilis ingår i släktet Murdannia och familjen himmelsblomsväxter. Inga underarter finns listade.